# ウェイクフィールド (イングランド)
ウェイクフィールド（Wakefield）は、イングランド北部、ウェスト・ヨークシャーのシティであるシティ・オブ・ウェイクフィールドの中心エリア。
ばら戦争の戦いの舞台となり、市民革命では王党派の砦が築かれた。ウェイクフィールドは市場都市として、羊毛産業の中心地として、内陸港として発展した。
18世紀、ウェイクフィールドはとうもろこし、石炭、繊維の貿易で発展し続け、1888年にサクソン人に由来する教区教会が聖堂と認められた。

## 観光地など
- ウェイクフィールド大聖堂　(Wakefield Cathedral) ウェイクフィールド大聖堂は、イングランド国教会のヨーク大聖堂管区・リーズ教区の主教座聖堂である。
- ヘップワース・ウェイクフィールド　(The Hepworth Wakefield)美術館。デビット・チッパーフィールド・アーキテクツ設計の近代建築ギャラリーには、世界的な彫刻家、バーバラ・ヘップワースの彫刻作品を中心に、歴史的な美術作品や現代美術作品が展示されている。
- ヨークシャー・スカルプチャー・パーク (Yorkshire Sculpture Park)野外博物館。ヘンリー・ムーアとバーバラ・ヘップワースをはじめ、現代彫刻家による彫刻およびインスタレーションおよそ100作品が点在する。

## 交通
リーズ・ブラッドフォード空港 (Leeds Bradford Airport) は、ウェイクフィールドの中心部から約31km離れたエイドンにある国際空港。

## スポーツ
ウェイクフィールド・トリニティは現在スーパーリーグでプレーしているプロラグビーリーグクラブである。1873年に創設されたクラブは1895年にラグビーフットボール連合（RFU）か分裂した北部ラグビーフットボール連合（NRFU）の創設クラブの1つである。本拠地はベル・ビュースタジアム。いくつかの地元のチーム（ウェイクフィールド・シティ、ウェストガス・ウルブズ、クリッグルストーン・オールブラックス、ケットルソープ、イーストムア・ドラゴンズなど）がイギリスアマチュアラグビーリーグ協会（BARLA）の異なるリーグでプレーしている。
ラグビーユニオンはサンダルRUFCでプレーされている。1901年から2004年まではカレッジ・グローヴでウェイクフィールドRFCによってプレーされていた。
ウェイクフィールドには一時サッカーチームのエムリーFC（後にウェイクフィールドFCに改名）があり、ベル・ビューでプレーしていた。カレッジ・グローヴにグラウンドを移し、一時的にオセット・タウンと共用していたが、2014年6月に解散した。エムリーFCが2002年にWakefield & Emleyに改名し、元のグラウンドで活動していたリザーブチームが解散した際、エミリー村とのクラブのつながりを復旧するため、エムリーAFCが設立された。

## 出身人物
- バーバラ・ヘップワース - 芸術家・彫刻家
- アリスター・マッケンジー - ゴルフ場設計士
- ジョージ・ギッシング - 小説家
- ビル・ネルソン - ロックミュージシャン

## 姉妹都市
- カストル、フランス
- エナン＝ボーモン、フランス
- アールフェルト(de:Alfeld_(Leine))、ドイツ
- ヘルネ、ドイツ
- カシュトロップ＝ラウクセル(de:Castrop-Rauxel)、ドイツ
- ベルゴロド、ロシア
- ジローナ、スペイン
- コニン(pl:Konin)、ポーランド